# Ева и Адам — четыре дня рождения и одно фиаско
«Ева и Адам — четыре дня рождения и одно фиаско» (швед. Eva & Adam – fyra födelsedagar och ett fiasko) — шведский семейный фильм, снятый под руководством Катти Эдфельдт в 2001 году.

## Сюжет
Вот уже почти 3 года Ева и Адам вместе. Ева задаётся вопросом, действительно ли это правильно. Она и не замечает, как Адам постепенно отдаляется от неё. Но обо всём по порядку. Мама Анники, подруги Евы, встречает нового ухажёра Чарли. Теперь у Анники есть сводная сестра Петра, дочь Чарли. Очень скоро Ева замечает, что Адам уделяет больше внимания Петре, нежели ей. Как поступит Ева? Что ей делать и у кого просить совета, чтобы вернуть Адама? Вероятно, что к этому она должна прийти сама.

## В ролях
- Эллен Фьестад — Ева Стрёмдаль
- Карл-Роберт Хольмер-Корелль — Адам Кесловский
- Эрик Юханссон — Торбьорн Стрёмдаль
- Розанна Мантер — Петра
- Ульрика Бергман — Анника
- Пабло Мартинес — Александр
- Анки Ларссон — мама Евы
- Дуглас Йоханссон — папа Евы
- Мария аф Мальмборг — мама Адама
- Понтус Густафссон — папа Адама
- Туве Эдфельдт — Сара
- Элвин Нюстрём — Макс Стрёмдаль
- Карина Йоханссон — мама Анники
- Пер Холмберг — Чарли
- Стефан Сундстрём — преподаватель музыки
- Джим Рамел Кьеллгрен — Йонте
- Жан Сигурд — папа Йонте